# Música de Moçambic
La música folklòrica de Moçambic ha estat altament influenciada per les formes portugueses. L'estil més popular de música de ball moderna és el marrabenta. La música Moçambic també va influir en altres músiques lusòfones a Brasil, com el maxixe (el seu nom deriva de Maxixe a Moçambic), i música cubana com Mozambique.
La cultura era una part integral de la lluita per la independència, que va començar el 1964. Els líders del moviment d'independència utilitzaven solidaritat cultural per obtenir el suport de la gent comuna, mentre que els colonialistes portuguesos van promoure la seva pròpia cultura. Quan arribà la independència el 1975, les bandes de Moçambic havien abandonat els seus intents previs de música d'estil europeu, i van començar la creació de noves formes a força d'estils folklòrics locals i la nova música popular africana procedents de Zaire, Zimbabwe, Tanzània, Zàmbia i Sud-àfrica.
El 1978, el Ministeri d'Educació i Cultura organitzat un Festival Nacional de Dansa que va involucrar a més de mig milió de persones, i va donar lloc a la creació de nombroses organitzacions i festivals que promouen la música de Moçambic.

## Timbila
Els chopis de la costa de la província d'Inhambane són coneguts per una classe única de xilòfon anomenat mbila (pl: timbila) i l'estil musical que es reprodueix amb ella, que "es creu que és el mètode més sofisticat de composició que s'ha trobat entre pobles sense escriptura." Els conjunts consisteixen en al voltant de deu xilòfons de quatre mides i acompanyament de danses cerimonials amb composicions llargues anomenats ngomi que consisteixen en una obertura i deu moviments de diferents tempos i estils. El líder del conjunt fa de poeta, compositor, director i intèrpret, crea un text, improvisa una melodia parcialment basad en les característiques de la llengua tonal chopi, i compon un segona línia contrapuntal. Els músics del conjunt improvisen parcialment les seves parts d'acord amb l'estil, idioma instrumental, i indicacions del líder. El compositor posteriorment consulta al coreògraf de la cerimònia i es fan ajustos. (Nettl 1956, p. 18-19)

## Marrabenta
Marrabenta és la forma més coneguda de música de Moçambic. És d'origen urbà, i feta per ballar. La marrabenta va néixer com una fusió de la música europea importada tocada amb materials improvisats. La paraula marrabenta deriva del portuguès rebentar (arrabentar en vernacle local), que significa trencar, una referència a les cordes de guitarra barates que es trenquen aviat. Els instruments són fets de llaunes i trossos de fusta. Les lletres en general són en els idiomes locals, i inclouen cançons de crítica social, així com d'amor. A més, hi ha cançons amb lletres en portuguès, la llengua oficial de Moçambic, per a la promoció nacional i internacional de les cançons a les altres nacions de la CPLP. A finals del 1970 es va registrar un enorme innovació en marrabenta, amb artistes registrats per la 1001 Music Productions i van realitzar grans concerts. Van treure l'àlbum recopilatori Amanhecer, seguit per més discs sota el títol Ngoma.
El primer intèrpret de marrabenta més influent va estar Fany Pfumo, qui es va fer famosa gràcies a "Loko ni kumbuka Jorgina". Va gravar a Sud-àfrica amb HMV i més tard hi va incorporar la kwela sud-africana en les seves composicions. El grup Orchestra Marrabenta Star de Moçambique format en 1979, és liderat per Wazimbo. El grup va recórrer Europa i altres parts del món, i aviat va portar el reconeixement internacional de la marrabenta.
Molts dels músics més populars de Moçambic moderna va passar un temps amb l'Orchestra Marrabenta Star de Moçambique, inclosos Stewart Sukuma, Chico António, Mr. Bow, Neyma, José Mucavel i Mingas. Un altre grup popular és Ghorwane.

## Pandza
El pandza és l'estil més nou i més popular de la música de Moçambic, creada per Ziqo i Dj Ardiles a Maputo. El pandza és especialment popular entre els joves de Moçambic i és una barreja de marrabenta i ragga. Les arrels de pandza s'originen del marrabenta però el pandza té un tempo més ràpid amb grans influències de ragga i una mica hip-hop. La major part del pandza és cantat en portuguès i en shangaan de Maputo i la majoria de les vegades seves les lletres reflecteixen la quotidianitat social dels joves moçambiquesos. Els més notables cantants pandza a Moçambic són Rosalia Mboa, Lizha James, Ziqo, Dj Ardiles, Mr. Kuka, MC Roger, i Denny Og.